# Ульссон, Стаффан
Эрик Стаффан Ульссон (швед. Erik Staffan Olsson, род. 26 марта 1964 года, Уппсала, Швеция) — шведский гандболист, выступавший в клубах «Киль», «Адемар Леон», «Хаммарбю». Трёхкратный серебряный призёр Олимпийских игр, двукратный чемпион мира и 4-кратный чемпион Европы в составе сборной Швеции. В 2008—2016 годах вместе с Улой Линдгреном возглавлял сборную Швеции.

## Сборная Швеции
Всего за сборную Швеции в 1986—2004 годах Ульссон провёл 358 матча, в которых забросил 855 мячей. Стаффан Ульссон выступал на 4 Олимпиадах (1988, 1992, 1996 и 2000), на которых провёл 23 матча и забросил 42 мяча, однако ни разу не сумел выиграть олимпийское золото. 

## Выступления за клубы
Свою профессиональную карьеру Ульссон начал в Швеции, выступая за клубы ГК «Сконела» и HK Cliff. В 1989 году Ульссон переходит в немецкий клуб «Хюттенберг», в котором провёл два сезона. В 1991 году Ульссон возвращается в Швецию, и выступает за клуб HK Cliff. Через год, Ульссон переходит в немецкий клуб «Нидервюрцбах», в котором провёл 4 сезона. Выступая за «Нидервюрцбах» в чемпионате Германии Ульссон сыграл 123 матча и забросил 406 мячей. В 1996 году Ульссон переходит в «Киль», в составе которого выиграл 4 раза выиграл чемпионат Германии и 2 раза выиграл кубок ЕГФ. Всего за «Киль» Стаффан Ульссон, во всех турнирах сыграл 318 матчей и забросил 923 мячей. В 2003 году Стаффан Ульссон вернулся в Швецию, где выступал за «Хаммарбю». В конце сезона 2003/04 Ульссон выступал за испанский клуб «Адемар Леон». Закончил свою карьеру Стаффан Ульссон в шведском клубе «Хаммарбю».   

## Карьера тренера
Стаффан Ульссон стал тренером шведского клуба «Хаммарбю» в 2005 году. Стаффан Ульссон будучи тренером «Хаммарбю» выигрывал чемпионат Швеции в 2006, 2007, 2008 году. В 2008 году Ульссон стал тренером шведской сборной, и работал там параллельно с работой тренера в клубе «Хаммарбю». Сборной Швеции Стаффан Ульссон руководил до 2016 года. В 2015 году Ульссон стал вторым тренером французского клуба ПСЖ.

## Титулы
- Победитель чемпионата Германии: 1998, 1999, 2000, 2002
- Обладатель кубка Германии: 1998, 1999, 2000
- Обладатель кубка ЕГФ: 1998, 2002
- Обладатель суперкубка Германии: 1998
- Чемпион мира: 1990, 1999
- Чемпион Европы: 1994, 1998, 2000, 2002
- Серебряный призёр летних Олимпийских игр: 1992, 1996, 2000

## Статистика
Статистика Стаффана Ульссона в немецкой бундеслиге
| Сезон     | Клуб  | Лига       | Матчи | Голы | 7-метр | Голы |
| --------- | ----- | ---------- | ----- | ---- | ------ | ---- |
| 1996-97   | Киль  | Бундеслига | 29    | 88   | 15     | 73   |
| 1997-98   | Киль  | Бундеслига | 25    | 89   | 5      | 84   |
| 1998-99   | Киль  | Бундеслига | 30    | 88   | 0      | 88   |
| 1999—2000 | Киль  | Бундеслига | 34    | 129  | 0      | 129  |
| 2000-01   | Киль  | Бундеслига | 38    | 86   | 0      | 86   |
| 2001-02   | Киль  | Бундеслига | 34    | 83   | 0      | 83   |
| 2002-03   | Киль  | Бундеслига | 29    | 50   | 0      | 50   |
| 1996—2003 | Итого | Бундеслига | 219   | 613  | 20     | 593  |